# Begraafplaats van Robermont

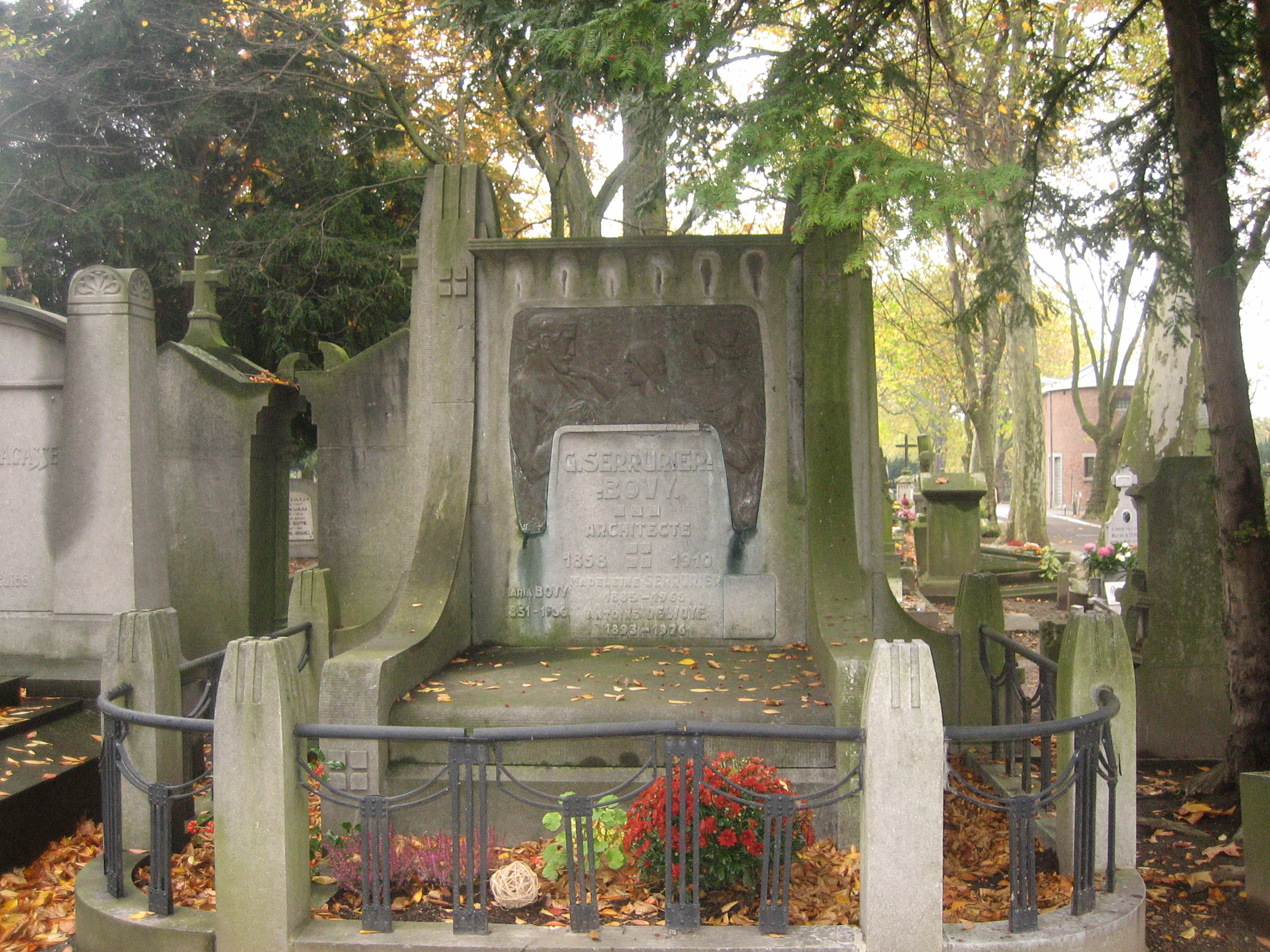
Graf van Gustave Serrurier-Bovy

De begraafplaats van Robermont (Frans: Cimetière de Robermont) is een begraafplaats in de Belgische stad Luik. De begraafplaats is 44 ha groot en is de belangrijkste begraafplaats van de stad. Ze bevindt zich ten oosten van het stadscentrum, in deelgemeente Bressoux.

## Geschiedenis
Sinds de middeleeuwen bevond zich hier de Abdij van Robermont. Onder Frans bewind werden op het eind van de 18de eeuw de kerkelijke bezittingen opgeheven en in 1797 werd de abdij verkocht. De tuinen werden niet verkocht omdat het gemeentebestuur hier een begraafplaats wilde inrichten. In 1799 werden hier al overleden militairen van het hospices des Écoliers begraven. In 1805 werden de verschillende kleine kerkhoven in Luik gesloten en voortaan werden enkel drie begraafplaatsen buiten het stadscentrum gebruikt, namelijk die van Hocheporte, van de Bayards en van Robermont. De begraafplaats van de Bayards werd in 1816 alweer gesloten, die van Hocheporte in 1821. In 1874 zou de stad met de Cimetière de Sainte-Walburge er een tweede grote begraafplaats bij krijgen. Het oude gedeelte van de begraafplaats werd in 2002 als site beschermd.

## Militaire begraafplaats
De begraafplaats telt meer dan 320 gesneuvelde Belgische soldaten uit beide wereldoorlogen, waarvan meer dan 250 uit de Eerste Wereldoorlog. Er rusten ook bijna 50 gesneuvelden uit het Gemenebest (Liège (Robermont) Cemetery), op een na alle gesneuveld in de Eerste Wereldoorlog. Daarnaast rusten er ook ruim 100 Franse, bijna 800 Duitse, ruim 300 Italiaanse en bijna 150 Russische gesneuvelden uit deze oorlog.

## Bezienswaardigheden

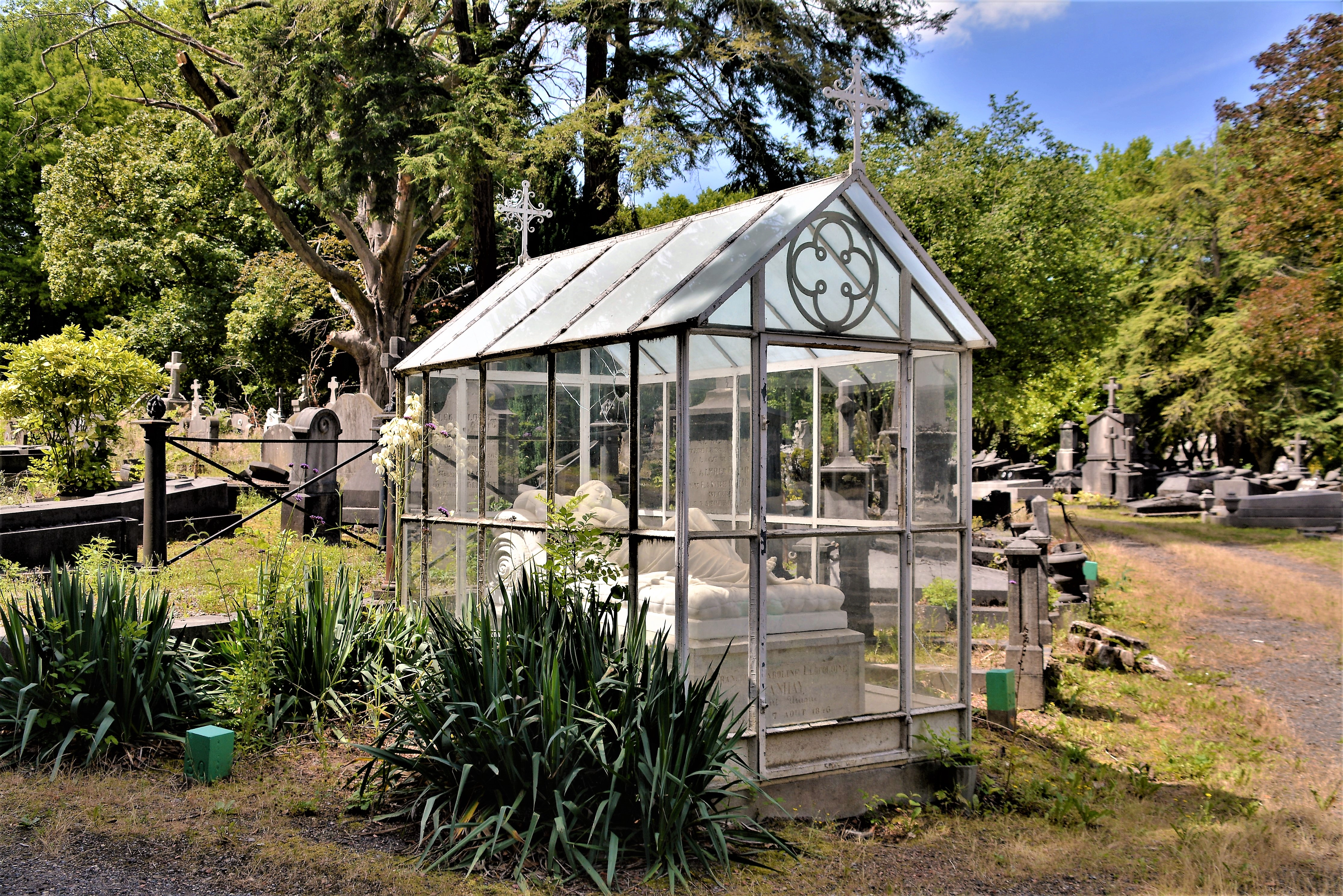
Grafmonument voor Francoise Léopoldine Lanhay

De begraafplaats wordt soms de Luikse Père Lachaise genoemd: het beschermde oudste deel is behalve begraafplaats ook een fraai park.
Een artistiek goed grafmonument is dat van Francoise Léopoldine Lanhay, die in of rond 1864 overleed. Beeldhouwer Jean-Joseph Halleux toont haar liggend op haar doodsbed; om het marmer tegen weersinvloeden te beschermen is het monument omgeven door een glazen huisje.
Bijzonder en ook artistiek opvallend is het grafmonument van de Luikse beeldhouwer Leonildo Giannoni (1880-1951). Op zijn graf is een door hemzelf vervaardigd beeld van zijn echtgenote Hubertine Chapelier geplaatst. Dit vrouwelijk naakt beeldt wanhoop uit, zonder de ingetogenheid die voortkomt uit rouw of engelachtigheid.

## Bekende personen
- Walthère Frère-Orban, politicus
- André Hubert Dumont, geoloog
- Charles en Édouard Morren, botanici
- Charles Soubre, schilder
- Edouard Van Beneden, bioloog
- Étienne Soubre, componist
- Gustave Serrurier-Bovy, architect en meubelontwerper
- Jean-Noël Chevron, architect
- Lambert Noppius, architect
- Léon Rodberg (1832-1888), beeldhouwer
- Nicolas Defrecheux, dichter
- Leonildo Giannoni, beeldhouwer
- Théodore Gobert, historicus
- Ulysse Capitaine, historicus
- Célestin Demblon, politicus
- Emiel Moyson, dichter-agitator

## Bron
Staf Soeters, 'Hier Rust'. Uitgegeven in 2011 door Davidsfonds Uitgeverij NV in Leuven, ISBN 978-90-5826-817-4.